# Mathias Honsak
Mathias „Honsi“ Honsak (* 20. Dezember 1996 in Wien) ist ein österreichischer Fußballspieler, der aktuell beim 1. FC Heidenheim unter Vertrag steht.

## Karriere

### Verein
Honsak begann seine fußballerische Karriere beim Floridsdorfer AC. Von dort wechselte er 2007 in die Jugendabteilung vom FK Austria Wien, danach zum FC Stadlau, wo er auch in der ersten Mannschaft eingesetzt wurde. 2014 wechselte er nach Salzburg zum FC Liefering. Im Jänner 2016 wurde er an den Bundesligisten SV Ried verliehen.
Nach dem Ende der Leihe rückte er in den Kader des FC Red Bull Salzburg auf. Ebenso spielte er als Kooperationsspieler weiterhin für den FC Liefering. In seinem ersten Spiel nach der Rückkehr erzielte er den Siegtreffer zum 2:1 beim Spiel der Lieferinger gegen die Kapfenberger SV.
Im August 2017 wurde er an den Ligakonkurrenten SCR Altach verliehen. Im Juli 2018 wurde er bis Sommer 2019 nach Deutschland an den Zweitligisten Holstein Kiel weiterverliehen.
Zur Saison 2019/20 kehrte der Stürmer nicht mehr nach Österreich zurück und wechselte zum deutschen Zweitligisten SV Darmstadt 98, bei dem er einen bis Juni 2022 laufenden Vertrag erhielt. Am 4. August 2019 gab er beim 2:0-Heimsieg gegen Holstein Kiel sein Debüt für die Lilien, als er in der 62. Spielminute für Tim Skarke eingewechselt wurde. In seiner ersten Saison in Darmstadt kam er auf 24 Einsätze und zwei Tore. In der nächsten Saison wurde er in 30 Pflichtspielen eingesetzt, traf fünfmal und erreichte mit der Mannschaft unter Markus Anfang Platz 7 in der zweiten Bundesliga. Im Jänner 2022 verlängerte er seinen Vertrag in Darmstadt bis 2023. Die Saison 2021/22 unter Torsten Lieberknecht schloss er mit der Mannschaft auf dem vierten Platz in der zweiten Liga ab, wobei er auf 32 Einsätze mit drei Toren kam. In der Saison 2022/23 erreichte das Team den zweiten Platz und den damit verbundenen direkten Aufstieg in die Fußball-Bundesliga. Die Saison 2023/24 beendete Honsak mit dem SV Darmstadt 98 auf einem Abstiegsplatz und der Klub musste wieder in die 2. Fußball-Bundesliga absteigen.
Im Sommer 2024 wechselte Honsak ablösefrei zum Bundesligisten 1. FC Heidenheim und unterschrieb einen bis 2027 gültigen Vertrag.

### Nationalmannschaft
Mathias Honsak stand im Kader der österreichischen U19-Nationalmannschaft, für die er am 5. September 2014 im Freundschaftsspiel gegen die Schweiz debütierte. Im März 2017 debütierte er gegen Australien für die U21-Auswahl.
Teamchef Ralf Rangnick berief den 26-Jährigen im März 2023 erstmals in den Kader der A-Nationalmannschaft ein. Verletzungsbedingt konnte er die Einberufung aber nicht wahrnehmen. Sein Debüt im Nationalteam folgte schließlich im Juni 2025, als er in der WM-Qualifikation gegen San Marino in der Startelf stand.